# セドリック・ニコラス＝トロイアン
セドリック・ニコラス＝トロイアン（Cedric Nicolas-Troyan, 1969年3月9日 - ）は、フランス出身の映画監督・視覚効果アーティストである。2012年のアメリカ映画『スノーホワイト』でアカデミー賞視覚効果賞にノミネートされた。2016年4月には初めて監督を務めた長編映画となる『スノーホワイト/氷の王国』が公開された。

## フィルモグラフィ
- スノーホワイト Snow White and the Huntsman (2012) 第二班監督・視覚効果スーパーバイザー、アカデミー視覚効果賞ノミネート
- マレフィセント Maleficent (2014) 第二班監督
- スノーホワイト/氷の王国 The Huntsman: Winter's War (2016) 監督
- ケイト Kate (2021) 監督